# Schlacht bei Fornovo
Die Schlacht bei Fornovo, auch Schlacht vom Taro genannt, fand am 6. Juli 1495 30 km südwestlich von Parma statt. Den Venezianern und ihren Verbündeten gelang es vorübergehend, die Franzosen aus Italien zu vertreiben. Es war eine erste bedeutende Schlacht der Italienischen Kriege. 

## Vorgeschichte
In den Jahren vor 1494 hatte der im Herzogtum Mailand für den minderjährigen Gian Galeazzo Sforza regierende Ludovico Sforza versucht, die Macht ganz zu übernehmen. Dagegen wehrte sich König Ferdinand I. von Neapel, der Gian Galeazzos Schwiegervater war und als solcher u. a. zusammen mit den Medici die Machtbalance in Italien zu seinen Gunsten verschieben wollte. Nachdem Ferdinand I. 1494 gestorben war und König Karl VIII. von Frankreich Ansprüche auf den Thron von Neapel erhob (den man schon im 13. Jahrhundert gehabt hatte), verbündeten sich Frankreich und Mailand in gemeinsamem Machtinteresse gegen Neapel. Um das europäische Kräftegleichgewicht nicht zu gefährden, stimmte sich Karl VIII. mit seinen Nachbarn ab, die teils mit Geld, teils mit Ländereien entschädigt wurden. Ludovico empfing Karl VIII. und sein Heer in Mailand mit allen Ehren. In Florenz öffnete Piero de’ Medici den Franzosen ebenfalls die Tore, die jedoch vom Volk unter Pier Capponi in einem Aufstand vertrieben wurden. Dieses Schicksal ereilte auch die Medici, die sich der neuen Bewegung des Bußpredigers Girolamo Savonarola beugen mussten. Karl VIII. zog plündernd nach Neapel weiter, das vom aragonesischen Hof verlassen worden war. Erst jetzt begannen die italienischen Staaten zu verstehen, dass sie einem fremden Heer den Durchmarsch durch ihr Land gestattet hatten, welches seinerseits die blühende italienische Renaissance zu schätzen begann. Am 31. März 1495 schlossen die Republik Venedig, Spanien, Mailand (unter dem neuen Herzog Ludovico Sforza), Papst Alexander VI. und der römisch-deutsche König Maximilian I. die Heilige Liga von Venedig gegen die Expansionspläne Frankreichs. Die Franzosen mussten sich daraufhin überstürzt aus Neapel und Italien zurückziehen. Auf ihrem Rückzug hatten sie manche Verluste hinzunehmen, so bei Fornovo.

## Schlachtverlauf
Die Liga von Venedig ernannte den Markgrafen von Mantua, Gianfrancesco II. von Gonzaga zum Oberbefehlshaber der gemeinsamen Armee, welche Anfang Mai 1495 damit begann, die französischen Nachschublinien in Italien anzugreifen. Am 20. Mai zog Karl VIII. mit seinen an der Syphilis leidenden Truppen und allerlei Beutegütern aus Neapel ab. Am 4. Juli erreichte die noch etwa 5.000 Mann starke französische Streitmacht den Ort Fornovo am Taro, wo ihnen die Truppen der Liga den Weg versperrten.
Nachdem Verhandlungen gescheitert waren, schickten die Franzosen ein Aufklärungskommando vor, das jedoch umgehend von einer albanischen Söldnertruppe niedergemacht wurde. Da den Franzosen der Nachschub ausging, griffen sie am 6. Juli in drei Treffen an. Das erste Treffen (Gian Giacomo Trivulzio) bestand aus 300 Reitern, 200 Mann leichter Infanterie und aus 2.000 mit Speeren bewaffneten deutschen Söldnern, das zweite Treffen (Karl VIII.) aus 600 Reitern und dem Gros der (deutschen) Fußtruppen, das dritte Treffen aus 400 Reitern und etwa 1.000 Fußsoldaten.
Francesco Gonzaga teilte seine Kräfte in sechs Linien auf. Er wollte zunächst die erste und zweite französische Kampfgruppe angreifen und dann den Gegner mit dem Gros von hinten überraschen.
Eine erste Kavallerieattacke auf die vordersten französischen Linien hatte wegen des ungünstigen Geländes nur mäßigen Erfolg. Auf französischer Seite neutralisierte der Regen das Schießpulver und damit die Artillerie. Im weiteren Verlauf gewann die Liga dank des Einsatzes der venezianischen Reserve die Oberhand, doch die spontane Plünderung des französischen Trosses verhinderte einen vollständigen Erfolg. Nachdem sich die Stratioten bei den Plünderungen entsprechend befriedigt hatten, zogen sie es vor, sich nicht weiter an der mittlerweile recht blutigen Schlacht zu beteiligen.
Nach einstündigem Kampf zogen sich die Franzosen zurück. Sie hatten 1.000 Mann verloren, die Venezianer und ihre Verbündeten über 2.000, darunter den Heerführer Rodolfo Gonzaga di Castiglione. Dagegen verloren die Franzosen ihre gesamte auf dem Italienfeldzug gemachte Beute.

## Folgen
Da die verbliebenen Venezianer nach der Schlacht wegen ihrer disziplinlosen Stratioten nicht nachstoßen und damit eine Entscheidung herbeiführen konnten, gelang den restlichen Truppen Karls VIII. ein glücklicher Rückzug über die Alpen. Karl VIII. hatte auf seinem Italienfeldzug nichts erreicht. Nachdem er eineinhalb Jahre danach gestorben war, versuchte sich sein Nachfolger Ludwig XII. wiederum in Italien und hatte etwas mehr Erfolg. Für Italien hatte dieser französische Feldzug nach Fornovo zunächst scheinbar keine weiteren Konsequenzen. Doch sowohl in Italien als auch in Europa war man sich bewusst geworden, dass das glänzende Renaissance-Italien politisch schwach und für die aufstrebenden europäischen Großmächte eine leichte Beute war. Mit den italienischen Kriegen verloren fast alle italienischen Staaten in der ersten Hälfte des 16. Jahrhunderts auf dem Höhepunkt ihrer wirtschaftlichen und künstlerischen Entwicklung ihre Unabhängigkeit. Italien wurde bis zum Risorgimento Spielball der europäischen Großmächte.